# Amphissos
Amphissos (altgriechisch Ἄμφισσος Ámphissos), Sohn des Apollon und der Dryope, ist eine Gestalt der griechischen Mythologie.
Sein Stiefvater Andraimon, der Sohn des Oxylos, galt als Gründer der Stadt Amphissa im ozolischen Lokris. Amphissos war König von Oite, einer Stadt am gleichnamigen Gebirge in Oitaien, die er zu Ehren seines Vaters Apollon erbaut hatte; dem Gott weihte er dort einen Tempel. Auch den Nymphen, die seine Mutter Dryope einst aufgenommen hatten, gründete Amphissos ein Heiligtum – sowie Spiele, zu denen Frauen allerdings keinen Zutritt hatten.